# Fondo pensione negoziale
Il fondo pensione negoziale (detto anche chiuso o contrattuale o ad ambito definito) è uno strumento di previdenza complementare.
I fondi negoziali sono istituiti sulla base di accordi tra le organizzazioni sindacali e quelle imprenditoriali di specifici settori infatti l'adesione a questi fondi è riservata a specifiche categorie di lavoratori (ad esempio i metalmeccanici hanno il fondo Cometa, i chimici Fonchim, i professionisti sanitari FondoSanità).
Questi fondi sono alimentati dal trattamento di fine rapporto che il lavoratore matura e, volendo, da contributi del datore di lavoro e del lavoratore stesso.
L'adesione ad un fondo è incoraggiato da agevolazioni fiscali: le contribuzioni da busta paga, escluso il TFR, sono totalmente deducibili dal reddito complessivo con un tetto massimo di 5.164,57€ annui.
Mentre per la pensione tradizionale è chiaro il sistema di calcolo ed è prevedibile il suo importo finale, quanto erogato da un fondo chiuso dipende da quanto versato e dai relativi rendimenti.
Per vigilare sulla regolare amministrazione di questi fondi è stata istituita una Commissione controllata dal Ministero del lavoro perché, mentre nel sistema pensionistico obbligatorio i contributi previdenziali sono prelevati dal reddito da lavoro e subito spesi per pagare le pensioni ed altre prestazioni previdenziali, con una sorta di solidarietà tra generazioni, quella versata per un fondo pensione integrativo finisce nel mercato dei capitali, dove prudenza e lungimiranza sono d'obbligo. Si richiede, quindi, trasparenza anche nelle modalità di offerta del prodotto derivante da questo risparmio.

## Gestione
Tali fondi sono soggetti giuridici autonomi dotati di organi propri:
- assemblea
- organi di amministrazione e controllo: formati per metà dai rappresentanti dei lavoratori iscritti e per l'altra metà dai rappresentanti dei datori di lavoro
- direttore generale
- funzioni fondamentali

La gestione delle risorse finanziarie di ciascun fondo è affidata a più soggetti specializzati detti gestori e che fanno riferimento a banche, compagnie di assicurazione, società di gestione del risparmio. Le risorse del fondo sono invece depositate presso una banca depositaria.

## Lista dei fondi negoziali
- Alifond- settore alimentare
- Arco - lavoratori del legno, arredamento, laterizi e manufatti in cemento
- Artifond - settore artigiano
- Byblos - industria della carta e del cartone, aziende grafiche ed editoriali
- Cometa industria metalmeccanica, della installazione di impianti
- Cooperlavoro Fondo pensione complementare dei lavoratori, Soci e Dipendenti, delle Cooperative di lavoro  Archiviato il 4 marzo 2009 in Internet Archive.
- Espero - settore scolastico
- Concreto - industria del cemento, della calce, del gesso, delle malte e dei materiali di base per le costruzioni
- Filcoop - aziende cooperative, consorzi agricoli, cooperative di trasformazione dei prodotti agricoli e zootecnici e lavorazione prodotti alimentari
- Foncer - industria delle piastrelle di ceramica e di materiali refrattari
- Fonchim - industria chimica e farmaceutica
- Fondapi - lavoratori delle piccole medie aziende
- Fondo Gomma Plastica - per i dipendenti del CCNL Gomma, Plastica, cavi elettrici e affini
- FondoPoste - dipendenti del gruppo Poste Italiane
- Fondo Pensione Dipendenti IBM
- Fondo Pensione Dirigenti IBM
- Fondo Pensione Eurofer -  lavoratori a cui si applica il CCNL Mobilità/ Attività Ferroviarie o il CCNL del Gruppo ANAS.
- FondoSanità - medici, farmacisti, infermieri  Archiviato il 26 gennaio 2008 in Internet Archive.
- Fonte - Terziario (Commercio, turismo e servizi)
- Fopadiva - dipendenti, pubblici e privati, che operano sul territorio della Regione Valle d'Aosta
- Futura - geometri liberi professionisti
- Laborfonds - dipendenti, pubblici e privati, che operano sul territorio della Regione Trentino-Alto Adige/Südtirol
- Perseo Sirio - lavoratori dei ministeri, Epne, PCM, ENAC, CNEL, amministrazioni regionali e locali, sanità
- Prevaer - lavoratori aeroportuali
- Prevedi - lavoratori edili
- Previbank - settore del credito
- Previdoc - dottori commercialisti
- Previmoda - tessile, abbigliamento, calzature e altri settori del sistema moda
- Previprof - studi professionali
- Priamo - servizi di trasporto pubblico
- Solidarietà Veneto - lavoratori dell'industria e dell'artigianato delle imprese operanti nel Veneto
- Telemaco - aziende di telecomunicazione